# Argenna sibirica
Espèce
Argenna sibirica est une espèce d'araignées aranéomorphes de la famille des Argyronetidae.

## Répartition
Cette espèce est endémique de l'oblast de Tioumen en Russie,. Elle se rencontre dans les environs de Tobolsk.

## Description
Le mâle holotype mesure 2,1 mm.

## Systématique et taxinomie
Cette espèce a été décrite par Esyunin et Stepina en 2014.

## Étymologie
Son nom d'espèce lui a été donné en référence au lieu de sa découverte, la Sibérie.

## Publication originale
- (ru) Esyunin & Stepina, « Новый Вид Пауков Рода Argenna (Aranei, Dictinidae) Из Западной Сибири [A new spider species of the genus Argenna (Aranei, Dictynidae) from Western Siberia] », Zoologicheskii Zhurnal, 2014, vol. 93, no 2, p. 305–308.